# Predajnianska slatina
Predajnianska slatina je přírodní rezervace v oblasti Poľana.
Nachází se v katastrálním území obce Predajná v okrese Brezno v Banskobystrickém kraji. Území bylo vyhlášeno či novelizováno v roce 1983 na rozloze 11,3500 ha. Ochranné pásmo nebylo stanoveno.